# 童淵
童淵（生卒年不詳），虛構人物，出自張國良的蘇州評話《三國》，字雄付，荊州襄陽人，中國漢代知名武術家，擅使槍，開創武術百鳥朝鳳槍，人稱蓬萊槍神散人，是張繡、张任和赵云的師父。與并州之李彥是結義兄弟，師承於其義父玉真子，其妻為河北顏家的二小姐顏雨，有一子名童飛。
童渊曾经被人打伤，大腿处中毒非常深，后来被华佗用刮骨疗毒治好。